# Клюквинский сельсовет
Клю́квинский сельсовет — муниципальное образование со статусом сельского поселения в Курском районе Курской области Российской Федерации.
Административный центр — деревня Долгое.

## История
Статус и границы сельсовета установлены Законом Курской области от 21 октября 2004 года № 48-ЗКО «О муниципальных образованиях Курской области».

## Население
| 2002    | 2010    | 2012    | 2013    | 2014  | 2015    | 2016    |
| ------- | ------- | ------- | ------- | ----- | ------- | ------- |
| 10 152  | ↘10 084 | ↘9841   | ↘9724   | ↗9998 | ↗10 251 | ↗10 472 |
| 2017    | 2018    | 2019    | 2020    | 2021  |         |         |
| ↗10 603 | ↘10 533 | ↘10 455 | ↗10 616 | ↘9344 |         |         |

## Состав сельского поселения
| № | Населённый пункт | Тип населённого пункта          | Население |
| - | ---------------- | ------------------------------- | --------- |
| 1 | Долгое           | деревня, административный центр | ↗437      |
| 2 | Дурнево          | деревня                         | ↗250      |
| 3 | Звягинцево       | деревня                         | ↘116      |
| 4 | Клюква           | село                            | ↘614      |
| 5 | Маршала Жукова   | посёлок                         | ↘4190     |
| 6 | Подлесный        | посёлок                         | ↘609      |
| 7 | Сахаровка        | посёлок                         | ↗940      |
| 8 | Халино           | деревня                         | ↘2268     |
| 9 | Якунино          | деревня                         | ↗135      |

## Инфраструктура
- 53-я зенитная ракетная бригада, оснащённая системами Бук-М1.